# Jean-Claude Narcy
Pour les articles homonymes, voir Narcy.
Jean-Claude Narcy est un journaliste, présentateur de télévision, animateur de radio et consultant français, né le 16 janvier 1938 à Tours. 
Il a présenté le journal télévisé de 20 heures et de la nuit sur TF1 ainsi que les opérations spéciales de la chaîne.

## Biographie
(mars 2024).
Si vous disposez d'ouvrages ou d'articles de référence ou si vous connaissez des sites web de qualité traitant du thème abordé ici, merci de compléter l'article en donnant les références utiles à sa vérifiabilité et en les liant à la section « Notes et références ».

### Famille
Jean-Claude Henri Narcy est le fils de Marc Louis Georges Narcy, employé de bureau dans un commerce de machines agricoles, et d'Audette Lachaud, employée dans une entreprise de tissus. Il est l'aîné de cinq frères et deux sœurs et passe son enfance dans le quartier Velpeau à Tours. 

### Formation
Après des études au collège Saint-Gatien à Tours, il intègre la promotion "P14" de l'École des apprentis mécaniciens de l'Armée de l’air à Saintes le 14 septembre 1953, puis celle de Rochefort d'où il part en Algérie comme engagé et où il obtient le premier prix d’art dramatique du conservatoire d'Oran.

### Carrière
De 1960 à 1962, à seulement 22 ans, Jean-Claude Narcy présente les informations du journal télévisé de 20 heures à la télévision française à Alger. 
Revenu en France, il travaille de 1962 à 1964 à France Inter, où à seulement 22 ans on l'envoie au petit matin foncer en Italie pour couvrir la Catastrophe de la retenue d'eau de Vajont en 1963 du 9 octobre 1963, d'origine humaine, qui cause près de 2000 morts en Italie.
Il présente ensuite les informations du journal télévisé régional à Rennes (1964-1965), puis devient grand reporter à l'ORTF en tant que spécialiste de l'Afrique francophone (1965-1968). De 1968 à 1975, il est responsable du journal télévisé de Paris-Île-de-France.
Il arrive en 1975 sur TF1 (où il fait ensuite l'essentiel de sa carrière) comme suppléant de Roger Gicquel. De 1982 à 1983, on lui confie le journal de 20 heures  en alternance. En 1983, la formule éphémère de la présentation en couple du journal de 20 heures lui fait partager le plateau avec Françoise Kramer, et ce en alternance avec le duo Francine Buchi et Jean-Pierre Berthet.
En novembre 1983, le JT est confié à Jean Offredo. Jean-Claude Narcy présente alors l'émission Temps libre le vendredi après-midi avec Soizic Corne (qu'il connaissait du temps des infos IDF). Il revient aux commandes du 20 heures à l’été 1987, et devient de nouveau la doublure des titulaires des JT (Patrick Poivre d'Arvor et Claire Chazal notamment) jusqu'au début des années 2000.
Le 9 juin 1998, il commente pour TF1, avec Charles Villeneuve, le défilé des géants se déroulant à Paris, la veille de l'ouverture de la Coupe du monde de football, non sans susciter la polémique (en effet, ce jour-là, les géants se sont déplacés à la vitesse de 2 km/h, aboutissant à une retranscription télévisée ayant duré six heures, lassant l'immense majorité des spectateurs au bout de quelques dizaines de minutes),.
Pour le passage à l'an 2000, il est le présentateur principal de la journée spéciale Millénium sur TF1, en présentant la quasi-totalité de l'édition spéciale, avec différents animateurs, animatrices et journalistes de la chaîne.
Il n'est plus salarié de TF1 depuis fin 2003. Néanmoins, il intervient ponctuellement à l'antenne en tant que consultant pour les grands événements télévisés avec Charles Villeneuve comme le défilé du 14 Juillet, les 60e, 65e et 75e anniversaires du débarquement de Normandie, les mariages princiers de Felipe de Borbón et Letizia Ortiz, Charles, prince de Galles et Camilla Parker Bowles, le mariage du prince William et de Catherine Middleton au printemps 2011, le mariage d'Albert II de Monaco et de Charlène Wittstock en juillet 2011, la cérémonie en hommage à Michael Jackson et des documents spéciaux dont Brèves de guerre. En août 2011, Gilles Bouleau lui succède à la tête des opérations spéciales. Jean-Claude Narcy apparaît en tant que présentateur le 6 juin 2024, dans le cadre des commémorations du 80e anniversaire du débarquement de Normandie. La dernière apparition de Jean-Claude Narcy date du 14 juillet 2025 sur les Champs-Élysées pour LCI-TF1, dans le cadre du traditionnel défilé militaire du 14 Juillet.
Il fait également partie de l'Association des écrivains et journalistes tourangeaux et normands.

### Vie privée
Jean-Claude Narcy affectionne la vallée de la Rance où il séjourne régulièrement, voire la braderie annuelle de Dinard, peut-être connues grâce à son ancien collègue le Breton Roger Gicquel inhumé à Plouër-sur-Rance. Il est venu à l'inauguration de la statue du pape Jean-Paul II, à Ploërmel (Morbihan) le 10 décembre 2006.
Il a trois fils nés de deux unions.

## Résumé de carrière

### Publication
- Une vie en direct, Paris, éditions Jean-Claude Lattès, 20 janvier 2010, 320 p. (ISBN 978-2709633512)

### Présentateur de télévision
- 1975-1977  : Journal de 20 heures (TF1)
- 1982-1983  : Journal de 20 heures (TF1)
- 1983-1986 : Temps libre (TF1)
- depuis 1984 : défilé du 14 juillet (TF1)
- 1987-3 janvier 2002 : Journal de 20 heures (TF1)
- 1987-1988 : Bonjour la France, bonjour l'Europe (TF1)
- 1987-1991 : Journal de la nuit (TF1)
- 1990-1994 : Journal de 13 heures (TF1)
- 31 décembre 1999 - 1er janvier 2000 : co-présentation du Millénium (TF1) pour le passage à l'an 2000.

## Distinctions

### Décorations
- Commandeur de la Légion d'honneur
- Grand officier de l'ordre national du Mérite
- Officier de l'ordre du Mérite agricole
- Commandeur de l'ordre des Arts et des Lettres

Jean-Claude Narcy est commandeur de la Légion d'honneur (2009), grand officier de l'ordre national du Mérite (2021), commandeur des Arts et des Lettres (2016), et officier du Mérite agricole. Il est fait colonel de la réserve citoyenne de l'armée de l'air française par Stéphane Abrial Chef d'état-major de l'Armée de l'air le 14 octobre 2006. Il est nommé légionnaire d'honneur au grade de première classe depuis le 21 janvier 2011. Ses galons lui ont été remis par le général Bouquin, commandant la Légion étrangère dans les salons du Gouverneur militaire de Paris, à l'hôtel des Invalides.

### Prix
- Prix Richelieu 1995.
- Prix Roland-Dorgelès 2000.